# Pere Ful·ló
Pere Ful·ló (Petrus Fullo, Pétros Πέτρος) o Pere Gnafeu (Gnapheus o Cnapheus, Πέτρος ὁ Γναφεύς or Κναφεύς) fou patriarca d'Antioquia a la meitat del segle v.
Era monjo a la vora de Constantinoble. Acaci diu que era hegumen (hegumenos= abat de monestir) i que va fugir a Antioquia per les acusacions que se li van fer (la natura de les quals no s'indica). Probablement era monjo abat al monestir de Acoemetae a Constantinoble i va acompanyar a Antioquia a Zenó, gendre de l'emperador Lleó I el Traci. Teodor, Teòfanes Isàuric i Cedrè diuen que fou prevere a l'església de Sant Bassa el màrtir de Calcedònia. Segurament era seguidor de la doctrina monofisita.
En arribar a Antioquia era patriarca Martiri, seguidor de les doctrines de Calcedònia; no va tardar a obtenir el permís de Zenó per exercir el ministeri religiós. Va afegir a un himne les paraules "fou crucificat per nosaltres" i això va portar molta controvèrsia.
Martiri fou acusat de ser nestorià i va haver de fugir a Constantinoble on amb la influència del patriarca Gennadi I de Constantinoble fou ben tractat per Lleó I el Traci i va poder tornar a Antioquia amb una carta imperial que el permetia posar fi a qualsevol disturbi, però va trobar molt poca cooperació i va abdicar; Pere fou proclamat llavors patriarca (469) però l'emperador, a petició de Gennadi, el va deposar i va nomenar al seu llec a Julià, que reunia millors suports.
Pere fou desterrat a un oasi d'Egipte però es va poder escapar i es va presentar a Constantinoble i es va refugiar al monestir d'Acoemetae, on va restar fins a la revolta de Basilisc contra Zenó (475). El nou emperador es va acostar a les doctrines monofisites que Lleó i Zenó havien reprimit; el patriarca d'Alexandria Timoteu Elure (Timotheus Aelurus), que havia estat cridat de l'exili i era monofisita, va recomanar cridar a Pere.
Una encíclica fou emesa per diversos prelats anatemitzant els decrets del sínode de Calcedònia. Pere, d'acord amb aquesta posició, fou restablert com a patriarca d'Antioquia on es va traslladar (476). El patriarca Julià fou expulsat i va morir poc després; les imposicions doctrinals de Pere van portar alguns disturbis; quan Zenó va recuperar el poder es va reunir un sínode a Antioquia (477) en el qual fou deposat principalment per l'hostilitat de Joan Codonat, que ell mateix havia nomenat bisbe d'Apamea.
Fou desterrat a Pityus, d'eon va poder escapar i va arribar a Euchaita al Pont on va trobar refugi a l'església de Sant Teodor. Codonat el va succeir en el patriarcat d'Antioquia que havia deixat vacant però només va ocupar la seu tres mesos, i llavors va pujar Esteve I, partidari de les doctrines de Calcedònia, que va morir als pocs mesos i el va succeir Esteve II que va continuar la seva línia. Els monofisites van acusar Esteve II de nestorianisme i van aconseguir deposar-lo i fou tumultuosament mort a mans dels joves de la ciutat manipulats pels monofisites; Codonat fou restaurat, però Acaci, patriarca de Constantinoble, amb el suport del bisbe de Tir, el va deposar i va col·locar a la seu a Calandió (Calandion); aquest va governar breument i fou desterrat també acusat de nestorianisme o potser per haver donat suport a Il·los; els monofisites van aconseguir imposar-se en el favor de l'emperador Zenó que va consentir la restauració de Pere (vers 485 o 486).
L'església occidental va anatemitzar a Pere en un concili fet a Roma (485). Va conservar el poder fins a la seva mort vers el 488, 490 o 491. Aquestos darrers anys va cometre diverses infraccions segon Teòfanes i va tractar d'incorporar l'illa de Xipre al seu patriarcat.
A la seva mort el va succeir Pal·ladi un prevere de Selèucia.